# Leucospis biguetina
Leucospis biguetina ist eine Erzwespe aus der Familie Leucospidae. Die Art wurde von dem Schweizer Arzt und Naturforscher Louis Sébastien Jurine 1807 erstmals beschrieben.

## Merkmale
Im Folgenden eine Beschreibung nach Baur und Amiet (2000). Die Weibchen sind zwischen 5,3 und 11,3 mm lang, die Männchen zwischen 7 und 9,2 mm. Die Erzwespen besitzen eine schwarze Grundfärbung mit zahlreichen gelben Zeichnungen. Für die Weibchen gilt: Der Clypeus ist kaum vorgezogen. Die Fühlergeißel ist keulenförmig. Die Geißelglieder 2–4 sind wenig kürzer als breit oder annähernd quadratisch. Das Pronotum weist zwei Querkiele auf, der eine im hinteren Viertel, der andere fast unmittelbar entlang des Hinterrandes. Das Dorsellum (mittlere Partie des Postscutellums) ist stärker ausgerandet mit zwei Zähnen am Hinterrand. Das erste Gastertergit ist ohne eine mediane Längsfurche. Das 5. Tergit weist eine tiefe Ovipositorfurche auf, in welcher die Bohrerklappen in Ruhelage teilweise verdeckt sind. Die Bohrerklappen reichen bis zum basalen Fünftel von Tergit 5.
Die gelbe Zeichnung der Beine ist meist leicht rötlich. Das Pronotum weist vorne ein langes, hinten ein kurzes Querband auf. Auf dem Mesoscutum (Rückenplatte) befinden sich häufig zwei Flecke im zentralen Bereich sowie zwei laterale Längsflecke. Das Scutellum weist am Hinterrand ein in der Mitte stark eingeschnürtes Querband auf. Die hinteren Coxae besitzen höchstens ventro-lateral einen kleinen undeutlichen Apikalfleck. Die Femora sind apikal zur Hälfte bis zu einem Viertel hell. Die hinteren Femora weisen manchmal basal einen zusätzlichen Fleck auf. Die Tibien und Tarsen sind hell gefärbt. Lediglich die beiden ventralen Kiele der hinteren Tibien sind leicht verdunkelt. Die Gastertergite 1, 4, 5 und 7 weisen variable Querbänder auf. Auf dem ersten und vierten Tergit sind diese durchgehend, während auf den beiden hinteren Tergiten diese in der Mitte unterbrochen sind. Das erste Querband ist in der Mitte stark eingeschnürt.
Bei den Männchen sind die gelben Zeichnungselemente manchmal reduziert, die Querbänder auf dem Gaster sind meist durchgehend. Das Querband auf dem ersten Tergit ist nicht eingeschnürt.
In Europa gibt es mehrere ähnliche Arten, darunter L. dorsigera.

## Verbreitung
Die Art ist im gesamten Mittelmeerraum und im südlichen Europa verbreitet. Nach Norden reicht das Vorkommen bis in den südlichen Alpenraum, in der Schweiz bis in den Kanton Wallis. Weiterhin erstreckt sich das Verbreitungsgebiet im Osten bis nach Zentralasien (Tadschikistan, Turkmenistan).

## Lebensweise
Als Wirte der parasitisch lebenden Erzwespenart gelten die beiden Mauerbienen-Arten Hoplitis acuticornis und Osmia tridentata. Die Imagines beobachtet man gewöhnlich von Juni bis September, typischerweise an trockenwarmen Standorten wie Steppen- und Trockenrasenbiotopen. Die Erzwespen besuchen Doldenblütler und Wolfsmilch. Das Weibchen bohrt mit ihrem Legebohrer (Ovipositor) ein Loch in das Wirtsnest und platziert ein Ei in die Wirtsbrutzelle. Die Erzwespenlarve frisst als Ektoparasit die Wirtslarve von außen und verpuppt sich später in der Brutzelle.
Die Art ist überwiegend parthenogenetisch (Thelytokie), Männchen wurden nur selten gefunden.